# Saison 1951-1952 de l'AS Saint-Étienne
Chronologie
Saison précédente Saison suivante
Cette page présente la saison 1951-1952 de l'AS Saint-Étienne. Le club évolue en Division 1 et en Coupe de France.

## Résumé de la saison
- Malgré les efforts mis sur la formation, l’ASSE se tourne toujours vers l’extérieur pour amener de renforts de choix pour avoir de meilleurs résultats possibles. Les 2 gardiens ont été remplacés cette saison, mais cela n’a pas empêché d’avoir seulement la 13e défense. La principale recrue de l’intersaison est Lucien Leduc. Il y a également l’arrivée des premiers brésiliens à l’ASSE.
- Durant la saison, il y a quelques scores lourds. Une victoire historique à Marseille sur le score de 10 à 3 et une défaite 9-0 à Bordeaux. Sur les 10 derniers matchs, les Verts gagneront 7 fois

## Équipe professionnelle

### Transferts
Sont considérés comme arrivées, des joueurs n’ayant pas joué avec l’équipe 1 la saison précédente.
| Nom                    | Nationalité | Poste     | Transfert | Provenance/Destination | Division   |
| ---------------------- | ----------- | --------- | --------- | ---------------------- | ---------- |
| Arrivées               |             |           |           |                        |            |
| Jacques Ferrière       |             | Gardien   | Transfert | Béziers                | Division 2 |
| Robert Héliès          |             | Gardien   | -         | -                      | -          |
| Bruno Adamiak          |             | Gardien   | -         | -                      | -          |
| Lucien Leduc           |             | Milieu    | Transfert | Venise                 | -          |
| Oswaldinho de Oliveira |             | Attaquant | Transfert | -                      | -          |
| Agostinho Zara         |             | Milieu    | Transfert | -                      | -          |
| Vicente Nola           |             | Milieu    | Transfert | -                      | -          |
| Raymond Haond          |             | Attaquant | -         | -                      | -          |
| Lucien Monteghetti     |             | Attaquant | -         | -                      | -          |
| Dominique Collados     |             | Attaquant | -         | -                      | -          |
| Départs                |             |           |           |                        |            |
| Antoine Rodriguez      |             | Attaquant | Transfert | Lyon                   | Division 2 |
| Victor Mathieu         |             | Défenseur | -         | -                      | -          |
| Charles Créteur        |             | Gardien   | -         | -                      | -          |
| Michel Jacquin         |             | Gardien   | Transfert | SCO Angers             | Division 2 |
| Emile Rémy             |             | Milieu    | -         | -                      | -          |
| André Soulier          |             | Défenseur | -         | -                      | -          |
| Louis Vernay           |             | Milieu    | -         | -                      | -          |
| Victor Gomez           |             | Attaquant | Transfert | FC Rouen               | Division 2 |
| Karel Michlowski       |             | Attaquant | Transfert | SCO Angers             | Division 2 |

### Championnat

#### Matchs allers
| Date       | N o | Adversaire               | Lieu | Résultat | Buteurs pour Saint-Étienne                                                              | Points | Classement |
| ---------- | --- | ------------------------ | ---- | -------- | --------------------------------------------------------------------------------------- | ------ | ---------- |
| 26/08/1951 | J01 | RC Paris                 | Dom. | 0 - 3    | -                                                                                       | 0      | 18         |
| 02/09/1951 | J02 | FC Nancy                 | Ext. | 2 - 0    | -                                                                                       | 0      | 17         |
| 09/09/1951 | J03 | FC Sète                  | Dom. | 2 - 1    | Huguet 17e (pen.), Zara 52e                                                             | 2      | 15         |
| 13/09/1951 | J04 | Lille OSC                | Ext. | 5 - 1    | Ferry 15e                                                                               | 2      | 16         |
| 16/09/1951 | J05 | Olympique de Marseille   | Ext. | 3 - 10   | Bini 22e 30e, Alpsteg R. 47e 49e 63e 84e, Domingo 62e, Rijvers 65e, Nola 75e, Ferry 82e | 4      | 12         |
| 23/09/1951 | J06 | Nîmes Olympique          | Dom. | 0 - 2    | -                                                                                       | 4      | 16         |
| 30/09/1951 | J07 | OGC Nice                 | Dom. | 1 - 1    | Rijvers 62e                                                                             | 5      | 14         |
| 07/10/1951 | J08 | FC Sochaux               | Ext. | 1 - 1    | Rijvers 84e                                                                             | 6      | 13         |
| 18/10/1951 | J09 | Stade de Reims           | Dom. | 1 - 1    | Haond 72e                                                                               | 7      | 15         |
| 21/10/1951 | J10 | RC Strasbourg            | Dom. | 5 - 0    | Alpsteg L 3e, Rijvers 6e 60e 75e, Haond 84e                                             | 9      | 11         |
| 28/10/1951 | J11 | Olympique lyonnais       | Ext. | 4 - 2    | Rijvers 44e, Alpsteg R. 66e                                                             | 9      | 14         |
| 04/11/1951 | J12 | Stade rennais UC         | Dom. | 5 - 0    | Haond 4e 87e, Alpsteg L 13e, Bini 36e 43e                                               | 11     | 12         |
| 11/11/1951 | J13 | RC Lens                  | Ext. | 2 - 5    | Haond 3e 14e, Nola 17e 77e, Rijvers 84e                                                 | 13     | 9          |
| 18/11/1951 | J14 | CO Roubaix-Tourcoing     | Dom. | 1 - 0    | Meuris 83e (csc)                                                                        | 15     | 7          |
| 25/11/1951 | J15 | FC Girondins de Bordeaux | Ext. | 9 - 0    | -                                                                                       | 13     | 10         |
| 02/12/1951 | J16 | Le Havre AC              | Dom. | 1 - 1    | Ferry 45e                                                                               | 14     | 10         |
| 09/12/1951 | J17 | FC Metz                  | Ext. | 2 - 2    | Alpsteg R. 24e, Nola 27e                                                                | 15     | 10         |

#### Matchs retours
| Date       | N o | Adversaire               | Lieu | Résultat | Buteurs pour Saint-Étienne                                          | Points | Classement |
| ---------- | --- | ------------------------ | ---- | -------- | ------------------------------------------------------------------- | ------ | ---------- |
| 16/12/1951 | J18 | RC Paris                 | Ext. | 1 - 3    | Cuissard 79e 82e, Nola 86e                                          | 17     | 8          |
| 23/12/1951 | J19 | FC Nancy                 | Dom. | 1 - 2    | Nola 63e                                                            | 17     | 9          |
| 30/12/1951 | J20 | FC Sète                  | Ext. | 4 - 2    | Ferry 25e, Cuissard 40e                                             | 17     | 11         |
| 06/01/1952 | J21 | Lille OSC                | Dom. | 1 - 3    | Huguet 46e (pen.)                                                   | 17     | 12         |
| 20/01/1952 | J22 | Olympique de Marseille   | Dom. | 4 - 2    | Bini 11e 70e, Alpsteg R. 51e, Haond 66e                             | 19     | 10         |
| 27/01/1952 | J23 | Nîmes Olympique          | Ext. | 5 - 1    | Ferry 36e                                                           | 19     | 11         |
| 11/02/1952 | J24 | OGC Nice                 | Ext. | 3 -0     | -                                                                   | 19     | 12         |
| 17/02/1952 | J25 | FC Sochaux               | Dom. | 4 - 1    | Huguet 41e (pen.), Alpsteg R. 52e, Rijvers 69e, Rachinsky 83e (csc) | 21     | 11         |
| 02/03/1952 | J26 | Stade de Reims           | Ext. | 1 -0     | -                                                                   | 21     | 12         |
| 09/03/1952 | J27 | RC Strasbourg            | Ext. | 1 - 3    | Haond 35e , Alpsteg L 42e 77e                                       | 23     | 11         |
| 23/03/1952 | J28 | Olympique lyonnais       | Dom. | 1 - 0    | Alpsteg L. 34e                                                      | 25     | 10         |
| 30/03/1952 | J29 | Stade rennais UC         | Dom. | 2 - 3    | Tamini 26e, Castellani 33e, Rijvers 71e                             | 27     | 10         |
| 13/04/1952 | J30 | RC Lens                  | Dom. | 1 - 1    | De Cecco 82e                                                        | 28     | 10         |
| 27/04/1952 | J31 | CO Roubaix-Tourcoing     | Ext. | 1 - 2    | Collados 34e, Rijvers 38e                                           | 30     | 10         |
| 11/05/1952 | J32 | FC Girondins de Bordeaux | Dom. | 1 - 4    | Alpsteg R. 88e                                                      | 30     | 10         |
| 18/05/1952 | J33 | Le Havre AC              | Ext. | 0- 2     | Zara 5e, Castellani 10e                                             | 32     | 9          |
| 25/05/1952 | J34 | FC Metz                  | Dom. | 3- 0     | Rijvers 22e, Huguet 33e (pen.), Castellani 88e                      | 34     | 9          |

#### Classement final
Une victoire rapporte deux points, un match nul et une défaite respectivement un et zéro point. En cas d'égalité de points entre deux clubs, le premier critère de départage est la moyenne de buts.
| Rang | Équipe                   | Pts | J  | G  | N  | P  | Bp | Bc | GA    |
| ---- | ------------------------ | --- | -- | -- | -- | -- | -- | -- | ----- |
| 1    | OGC Nice T C             | 46  | 34 | 21 | 4  | 9  | 65 | 42 | 1,548 |
| 2    | FC Girondins de Bordeaux | 45  | 34 | 20 | 5  | 9  | 88 | 49 | 1,796 |
| 3    | Lille OSC                | 44  | 34 | 19 | 6  | 9  | 85 | 50 | 1,7   |
| 4    | Stade de Reims           | 38  | 34 | 16 | 6  | 12 | 64 | 48 | 1,333 |
| 5    | FC Metz P                | 38  | 34 | 14 | 10 | 10 | 48 | 45 | 1,067 |
| 6    | Nîmes Olympique          | 37  | 34 | 16 | 5  | 13 | 63 | 47 | 1,34  |
| 7    | Le Havre AC              | 37  | 34 | 15 | 7  | 12 | 55 | 44 | 1,25  |
| 8    | CO Roubaix-Tourcoing     | 36  | 34 | 14 | 8  | 12 | 57 | 44 | 1,295 |
| 9    | AS Saint-Étienne         | 36  | 34 | 15 | 6  | 13 | 69 | 68 | 1,015 |
| 10   | FC Sète                  | 36  | 34 | 14 | 8  | 12 | 54 | 56 | 0,964 |
| 11   | FC Nancy                 | 35  | 34 | 12 | 11 | 11 | 59 | 53 | 1,113 |
| 12   | FC Sochaux               | 31  | 34 | 12 | 7  | 15 | 51 | 54 | 0,944 |
| 13   | RC Lens                  | 31  | 34 | 12 | 7  | 15 | 54 | 61 | 0,885 |
| 14   | RC Paris                 | 31  | 34 | 13 | 5  | 16 | 60 | 71 | 0,845 |
| 15   | Stade rennais UC         | 28  | 34 | 10 | 8  | 16 | 51 | 85 | 0,6   |
| 16   | Olympique de Marseille   | 27  | 34 | 9  | 9  | 16 | 52 | 76 | 0,684 |
| 17   | Olympique lyonnais P     | 20  | 34 | 7  | 6  | 21 | 38 | 78 | 0,487 |
| 18   | RC Strasbourg            | 16  | 34 | 4  | 8  | 22 | 38 | 80 | 0,475 |

Victoire à 2 points
Résultat
- Champion de France 1951-1952, qualifié pour la Coupe Latine
- Vice-champion de France 1951-1952

Relégation
- 16e : barrage de relégation en Division 2
- 17e et 18e : relégation en Division 2

Abréviations
T : Tenant du titre

C : Vainqueur de la Coupe de France 1951-1952

P : Promus de Division 2
- Montent en D1 : Stade français FC, SO Montpellier

### Coupe de France

#### Tableau récapitulatif des matchs
| Date       | N o              | Adversaire               | Lieu                          | Résultat | Buteurs pour Saint-Étienne                            | Suite                     |
| ---------- | ---------------- | ------------------------ | ----------------------------- | -------- | ----------------------------------------------------- | ------------------------- |
| 13/01/1952 | 32èmes de finale | Menton                   | Stade Fernand-Fournier, Arles | 4 - 3    | But inscrit · But inscrit · But inscrit · But inscrit | Qualifiés pour les 16èmes |
| 03/02/1952 | 16èmes de finale | FC Girondins de Bordeaux | Stade de Sauclières, Béziers  | 3 - 3    | But inscrit · But inscrit · But inscrit               | Match à rejouer           |
| 07/02/1952 | 16èmes de finale | FC Girondins de Bordeaux | Stade Vélodrome, Marseille    | 2 -1     | But inscrit                                           | Éliminés                  |

### Statistiques

#### Buteurs
| Place | Nom                | Division 1 | Coupe de France | TOTAL des BUTS |
| 1     | Kees Rijvers       | 12 buts    | -               | 12 buts        |
| 2     | René Alpsteg       | 9 buts     | -               | 9 buts         |
| 3     | Raymond Haond      | 8 buts     | -               | 8 buts         |
| 4     | Vicente Nola       | 6 buts     | -               | 6 buts         |
| 4     | Pierre Bini        | 6 buts     | -               | 6 buts         |
| 6     | Léon Alpsteg       | 5 buts     | -               | 5 buts         |
| 6     | Koczur Ferry       | 5 buts     | -               | 5 buts         |
| 8     | Guy Huguet         | 4 buts     | -               | 4 buts         |
| 9     | Antoine Cuissard   | 3 buts     | -               | 3 buts         |
| 9     | Romuald Castellani | 3 buts     | -               | 3 buts         |
| 11    | Agostinho Zara     | 2 buts     | -               | 2 buts         |
| 12    | Jean Tamini        | 1 but      | -               | 1 but          |
| 12    | René Domingo       | 1 but      | -               | 1 but          |
| 12    | Jean De Cecco      | 1 but      | -               | 1 but          |
| 12    | Dominique Collados | 1 but      | -               | 1 but          |
| #     | contre son camp    | 2 buts     | -               | 2 buts         |
| Total | 15 buteurs         | 69 buts    | 8 buts          | 77 buts        |

Il manque les buteurs en Coupe de France, soit 8 buts.
Date de mise à jour : le 10 octobre 2014.

#### Affluences
Affluence de l'AS Saint-Étienne à domicile
Total de spectateurs en championnat de 166700 spectateurs, soit une moyenne de 9806.

### Équipe de France
3 Stéphanois aura les honneurs de l’Équipe de France cette année René Alpsteg, Guy Huguet  et Ferenc Koczur et qui auront chacun respectivement 5, 1 et 1 sélections en Équipe de France cette saison-là.
| Joueurs       | Position  | Date       | Lieu      | Adversaire | Score | Temps de jeu | Buts |
| Guy Huguet    | Défenseur | 26.03.1952 | Paris     | Suède      | 0 - 1 | 82           | -    |
| Koczur Ferenc | Milieu    | 22.05.1951 | Bruxelles | Belgique   | 1 - 2 | 90           | -    |
| René Alpsteg  | Attaquant | 03.10.1951 | Londres   | Angleterre | 2 - 2 | 90           | 19e  |
| René Alpsteg  | Attaquant | 14.10.1951 | Genève    | Suisse     | 1 - 2 | 90           | -    |
| René Alpsteg  | Attaquant | 01.11.1951 | Colombes  | Autriche   | 2 - 2 | 90           | -    |
| René Alpsteg  | Attaquant | 26.03.1952 | Paris     | Suède      | 0 - 1 | 90           | -    |
| René Alpsteg  | Attaquant | 20.04.1952 | Colombes  | Portugal   | 3 - 0 | 86           | 15e  |

Il y a également René Domingo qui a joué une rencontre avec l'Equipe de France Espoirs cette saison-là.
| Joueurs      | Position | Date       | Lieu     | Adversaire | Score | Temps de jeu | Buts |
| René Domingo | Milieu   | 22.05.1952 | Le Havre | Angleterre | 7 - 1 | 90           | 74e  |